# کینگ لیک، ویکتوریا
کینگ لیک (به انگلیسی: Kinglake) یک شهرک در استرالیا است که در ویکتوریا (استرالیا) واقع شده‌است.